# Asteranae
Astéridées, Astéranées
Cet article concerne le clade en classification APG III et IV. Pour la sous-classe en nomenclature botanique, voir Asteridae.
Super-ordre
Classification Tropicos
Super-ordre
Classification APG IV (2016)
Clade
Taxons de rang inférieur
- Voir le texte

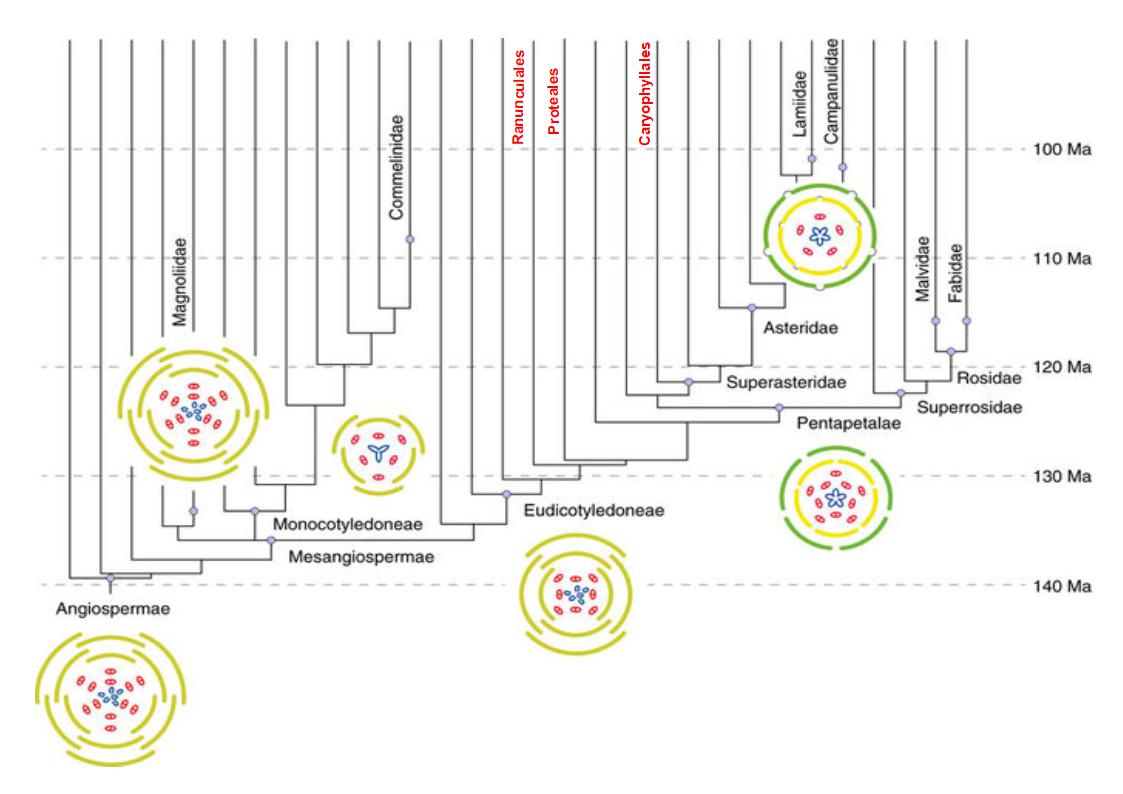
Évolution florale représentée par les diagrammes floraux, avec le clade des Superastéridées incluant les Asteridae qui représentent 50 % de la diversité des Eudicotylédones.

Les Asteranae, en français Astéranées, sont un super-ordre de plantes à fleurs formant le clade des Astéridées qui constituent, avec les Rosidées (super-ordre des Rosanae), l'un des deux principaux clades des Dicotylédones vraies dans la classification phylogénétique APG III (2009).
La plupart des taxons de ce clade étaient référencés dans la sous-classe des Asteridae dans la classification classique de Cronquist (1981) et dans la sous-classe des Sympetalae dans la classification de Wettstein (1935), avec une taxinomie interne différente.

## Historique
Le nom Asteranae est créé en 1967 par le botaniste soviéto-arménien Armen Takhtajan, publié dans son ouvrage Sistema i Filogeniia Tsvetkovykh Rastenii. Il est formé à partir du nom du genre type Aster, du grec ancien : ἀστήρ / astḗr, « étoile », par analogie avec la forme des capitules, suivi de la terminaison -anae commune aux super-ordres en nomenclature botanique.
En 1992, Thorne met à jour sa classification et accepte la terminaison -anae pour les super-ordres à la place du « traditionnel mais inapproprié » -iflorae. Il ne place alors que deux ordres dans les Asteranae : les Asterales et les Campanulales. En 2007, Thorne et Reveal n'y placent que les Asterales divisés en deux sous-ordres (voir infra), puis en 2009, Takhtajan publie sa seconde édition de son ouvrage Flowering Plants, dans lequel le super-ordre des Asteranae, classé dans la sous-classe des Asteridae, classe des Magnoliopsida (Dicotylédones), division des Magnoliophyta (plantes à fleurs), regroupe cinq ordres (voir infra).
La même année, le clade des « asterids » est défini par la classification phylogénétique APG III (2009), mais ne reçoit pas encore de nom scientifique ni de rang taxinomique. Le nom Asteranae est choisi pour ce clade par Mark W. Chase et James L. Reveal (2009) qui donnent le rang de super-ordre aux clades principaux d'Angiospermes. Les Angiospermes correspondent alors à la sous-classe des Magnoliidae, de la classe des Equisetopsida qui regroupe toutes les plantes terrestres, en cohérence avec la publication de Lewis et McCourt (2004) selon laquelle, si les principaux clades d'algues vertes sont reconnus comme des classes, alors toutes les plantes terrestres devraient être incluses dans une seule classe. La classification de Chase et Reveal est suivie par Tropicos (5 juillet 2022) et l'INPN (5 juillet 2022), étant applicable aux mises à jour de la classification phylogénétique APG IV (2016). En 2015, Ruggiero et al. publient pour le Catalogue of Life une classification de tous les ordres du vivant. Les super-ordres de Chase et Reveal sont alors conservés mais les plantes à fleurs sont élevées au rang de la super-classe des Angiospermae et les plantes terrestres sont regroupées dans la super-division des Embryophyta, en cohérence avec l'attribution traditionnelle du statut de division aux principaux sous-groupes de Bryophytes, de Ptéridophytes et de plantes à graines. Cette classification est suivie par l'ITIS (5 juillet 2022) et le World Register of Marine Species (5 juillet 2022).

## Liste des ordres
Dans la classification phylogénétique APG IV (2016) (voir infra), le clade des Astéridées regroupe treize ordres et la famille des Boraginaceae est placée sans ordre. Ruggiero et al. (2015) ajoutent un quatorzième ordre aux Asteranae, les Boraginales.
Selon l'ITIS (5 juillet 2022) et le World Register of Marine Species (5 juillet 2022), d'après Ruggiero et al. (2015) (quatorze ordres) :
- Apiales Nakai, 1930
- Aquifoliales Senft, 1856
- Asterales Link, 1829
- Boraginales Juss. ex Bercht. & J. Presl, 1820
- Bruniales Dumort., 1829
- Cornales Link, 1829
- Dipsacales Juss. ex Bercht. & J.Presl, 1820
- Ericales Bercht. & J.Presl, 1820
- Escalloniales Link, 1829
- Garryales Mart., 1835
- Gentianales Juss. ex Bercht. & J.Presl, 1820
- Lamiales Bromhead, 1838
- Paracryphiales Takht. ex Reveal, 1992
- Solanales Juss. ex Bercht. & J.Presl, 1820

Selon l'INPN (5 juillet 2022) (quinze ordres) :
- Apiales Nakai, 1930
- Aquifoliales Senft, 1856
- Asterales Link, 1829
- Boraginales Juss. ex Bercht. & J.Presl, 1820
- Cornales Link, 1829
- Dipsacales Juss. ex Bercht. & J.Presl, 1820
- Ericales Bercht. & J.Presl, 1820
- Escalloniales Mart., 1835
- Garryales Mart., 1835
- Gentianales Juss. ex Bercht. & J.Presl, 1820
- Icacinales Tiegh., 1900
- Lamiales Bromhead, 1838
- Metteniusales Takht., 1997
- Paracryphiales Takht. ex Reveal, 1992
- Solanales Juss. ex Bercht. & J.Presl, 1820

Selon Tropicos (5 juillet 2022) (liste brute contenant des synonymes) :
- Acanthales Juss. ex Bercht. & J. Presl, 1820
- Actinidiales Takht. ex Reveal, 1992
- Actinidiales Takht. ex Reveal, 1993
- Apiales Nakai, 1930
- Aquifoliales Senft, 1857
- Araliales Hutch. ex Reveal, 1995
- Araliales Juss. ex Bercht. & J. Presl, 1820
- Aralidiales Takht. ex Reveal, 1992
- Asterales Link, 1829
- Boraginales Juss. ex Bercht. & J. Presl, 1820
- Bruniales Dumort., 1829
- Callitrichales Lindl., 1833
- Calycerales Takht. ex Reveal, 1995
- Calycerales Link, 1829
- Calycerales Takht., 1966
- Campanulales Rchb. f., 1828
- Cornales Link, 1829
- famille des Cyphocarpaceae Reveal & Hoogland, 1995
- Dipsacales Juss. ex Bercht. & J. Presl, 1820
- Ericales Bercht. & J. Presl, 1820
- Escalloniales Link, 1829
- Garryales Mart., 1835
- Gentianales Juss. ex Bercht. & J. Presl, 1820
- Griseliniales Takht. ex Reveal & Doweld, 1999
- Hippuridales Link, 1829
- Hippuridales Pulle ex Reveal, 1995
- Hydrostachyales Diels ex Reveal, 1993
- Icacinales Tiegh. ex Tiegh., 1993
- Lamiales Bromhead, 1838
- Metteniusales ex Takht., 1997
- Oncothecales Doweld, 2001
- Paracryphiales Takht. ex Reveal, 1992
- Samolales Dumort., 1829
- Solanales Juss. ex Bercht. & J. Presl, 1820
- Torricelliales Takht. ex Reveal & Doweld, 1999
- Vahliales Doweld, 2001

Selon Takhtajan (2009) (cinq ordres) :
- Rousseales
  - Rousseaceae
  - Carpodetaceae
- Campanulales
  - Pentaphragmataceae
  - Sphenocleaceae
  - Campanulaceae
- Stylidiales
  - Donatiaceae
  - Stylidiaceae
- Phellinales (Alseuosmiales)
  - Phellinaceae
  - Argophyllaceae
  - Corokiaceae
  - Alseuosmiaceae
- Asterales
  - Goodeniaceae
  - Brunoniaceae
  - Menyanthaceae
  - Calyceraceae
  - Asteraceae

Selon Thorne et Reveal (2007) (un ordre, deux sous-ordres) :
- Asterales
  - Campanulinae
    - Pentaphragmataceae
    - Campanulaceae
    - Stylidiaceae

  - Asterineae
    - Rousseaceae
    - Alseuosmiaceae
    - Argophyllaceae
    - Phellinaceae
    - Menyanthaceae
    - Goodeniaceae
    - Calyceraceae
    - Asteraceae

Selon Thorne (1992) (deux ordres) :
- Asterales
  - Calyceraceae
  - Asteraceae
- Campanulales
  - Menyanthaceae
  - Pentaphragmataceae
  - Sphenocleaceae
  - Goodeniaceae

## Classification APG IV
Dans la classification phylogénétique APG IV (2016), les Astéridées descendent des Superastéridées.
Les Astéridées comprennent :
- clade des Astéridées (en anglais, « asterids »)
ordre des Cornales
ordre des Ericales
clade des Lamiidées ou Euastéridées I (en anglais, « euasterids I » ou « lamiids »)
famille des Boraginaceae -- placée sans ordre
ordre des Garryales
ordre des Gentianales
ordre des Lamiales
ordre des Solanales
clade des Campanulidées ou Euastéridées II (en anglais, « euasterids II » ou « campanulids »)
ordre des Apiales
ordre des Aquifoliales
ordre des Asterales
ordre des Bruniales
ordre des Dipsacales
ordre des Escalloniales
ordre des Paracryphiales

## Classification APG II
Pour rappel, ci-dessous la classification phylogénétique APG II (2003) :
- clade des Astéridées (en anglais, « asterids ») :
ordre des Cornales
ordre des Ericales
clade des Lamiidées ou Euastéridées I (en anglais, « euasterids I » ou « lamiids »)
famille des Boraginaceae
famille des Icacinaceae
famille des Oncothecaceae
famille des Vahliaceae
ordre des Garryales
ordre des Solanales
ordre des Gentianales
ordre des Lamiales
clade des Campanulidées ou Euastéridées II (en anglais, « euasterids II » ou « campanulids »)
famille des Bruniaceae
famille des Columelliaceae
[+ famille des Desfontainiaceae]
famille des Eremosynaceae
famille des Escalloniaceae
famille des Paracryphiaceae
famille des Polyosmaceae
famille des Sphenostemonaceae
famille des Tribelaceae
ordre des Aquifoliales
ordre des Apiales
ordre des Dipsacales
ordre des Asterales

N.B. : + .... = famille optionnelle